# Sonderkommission
Eine Sonderkommission (im Volksmund auch Soko bzw. SoKo) bei der Polizei ist eine meist ad hoc aufgestellte Gruppe und wird in der Regel zur Klärung eines bedeutenden Verbrechens oder eines Vermisstenfalls (insbesondere bei vermissten Kindern) aufgerufen. Deswegen unterscheidet er sich von dem Begriff Ermittlungsgruppe.
Eine Ermittlungsgruppe (EG) wird als Besondere Aufbauorganisation (BAO) immer für die Abarbeitung eines kriminalpolizeilichen Phänomens aufgestellt. Sie erhält dann eine Nummer, bestehend aus einer für das Jahr fortlaufenden Nummer und dem aktuellen Jahr. Angehängt wird noch das Phänomen in einer Kurzbeschreibung. Beispielsweise kann für die (hier fiktive) dritte Ermittlungsgruppe im Jahr 2012 mit dem Hintergrund spezieller Diebstähle aus Firmen folgende Bezeichnung erwählt werden: EG 312-Tresor.